# Torre Caja de Guadalajara
La torre Caja de Guadalajara es un rascacielos situado junto a la A-2 en Guadalajara (España). Fue la sede social de Caja de Guadalajara y actualmente es propiedad de Garraposa S.l., que la puso en alquiler en 2013 .

## Historia
Fue construida entre mayo de 2008 y octubre de 2009. Tiene 48 metros de altura desde la rastante más las plantas técnicas y las instalaciones de energía solar térmica y fotovoltaica, y consta de doce plantas más un semisótano y dos sótanos. Está cubierto por una piel de vidrio verdoso, salvo la fachada trasera, que se recubre por un cerramiento metálico permeable de chapa estirada.
En su interior se ubicaba una oficina bancaria de Caja Guadalajara, un centro cultural con salas de exposiciones, aulas y salón de actos, salas de formación, despachos, salas de reuniones y las oficinas de la caja de ahorros.